# Districte de Podunavlje
El Districte de Podunavlje (en serbi: Podunavski okrug, Подунавски округ) és un dels 18 okrug o districtes en què està dividida la Sèrbia central, la regió històrica de Sèrbia. Té una extensió de 1.248 km², i segons el cens del 2011, una població de 198.184 habitants. La seva capital administrativa és la ciutat de Smederevo. Els municipis que componen el districte són: Smederevo, Smederevska Palanka i Velika Plana.